# Carl Aron Rosenthal
Carl Aron Rosenthal, född 1 juli 1813 i Stockholm, död 10 september 1856 i Finska församlingen, Stockholm, var en svensk violast och violinist vid Kungliga hovkapellet.

## Biografi
Carl Aron Rosenthal föddes 1 juli 1813. Han anställdes 1 oktober 1833 som violast vid Kungliga hovkapellet i Stockholm. Rosenthal gifte sig 13 maj 1837 med F. A. Beetz. Från den 1 juli 1841 var han anställd som violinist vid Kungliga hovkapellet och slutade 1 juli 1843. Rosenthal var anställd mellan 1843 och 1847 vid Mindre teatern.